# Nicolas-Marie Gatteaux
Pour les articles homonymes, voir Gatteaux.
Nicolas-Marie Gatteaux, né à Paris le 2 août 1751 et mort dans la même ville le 24 juin 1832, est un médailleur français. 
Il est le père du sculpteur et médailleur Jacques-Édouard Gatteaux (1788-1881).

## Biographie
Fils d'un serrurier, élève de Pierre Claude François Delorme et d'Antoine-Jean Gros, Nicolas-Marie Gatteaux est l'auteur d'un grand nombre de médailles. Les unes font allusion à des évènements publics : la Mort de Louis XV, le Sacre de Louis XVI, la naissance du Dauphin, l'invention des aérostats par Montgolfier, le voyage de Lapeyrouse, la Fédération des Départements de la France, l'Abolition des Privilèges, le Passage du Rhin par Moreau en l'an VIII. D'autres médailles représentent des hommes célèbres, Joseph Haydn, le comte de Maurepas, d'Alembert, les Trois Consuls.

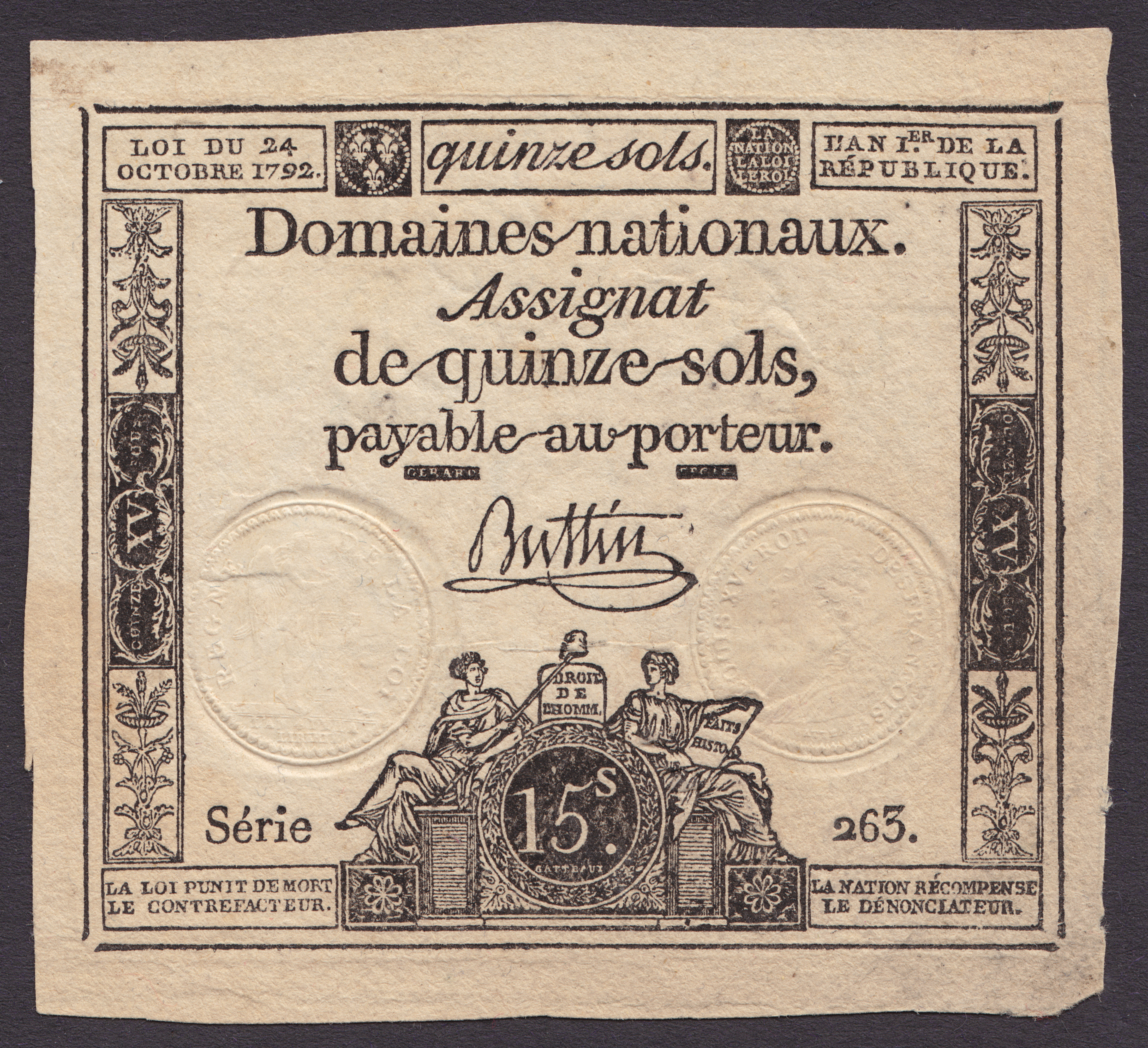
Assignat de 15 sols, dessiné et gravé par Gatteaux (signé sous la somme en chiffres) et typographié par Jean-Baptiste Gerard.

En 1781 il est nommé graveur des médailles du roi.
Il est l’auteur de la plupart des gravures et des timbres à sec des assignats, à partir de 1791. Sa signature entière ou abrégée en « GATT » y est visible.
En 1820, il invente un pantographe des sculpteurs, appareil inspiré du pantographe, mais qui sert à la reproduction d'un objet en trois dimensions.
Il a aussi gravé des billets de loterie ainsi que des timbres de la régie.
Il forma Nicolas-Guy-Antoine Brenet.

## Iconographie
Une médaille posthume à l'effigie de Nicolas-Marie Gatteaux a été exécutée par son fils Jacques-Édouard Gatteaux. Un exemplaire en est conservé à Paris au musée Carnavalet.